# Khmer krom
I khmer krom (in vietnamita: Khơ-me Crôm o Khơ-me dưới, che significa letteralmente "khmer meridionali") sono una minoranza etnica indigena che vive nella regione storico-geografica del Nam-bo, già appartenente alla Cambogia e per secoli contesa tra stati cambogiani e vietnamiti, ribattezzata dagli Europei Cochinchina, cioè nel delta del fiume Mekong e nella sottostante penisola all'estremità meridionale del sud-Vietnam, e rappresentano il gruppo meridionale dell'etnia khmer cambogiana.

## Origini
I khmer krom fanno parte dello stesso gruppo etnico dei khmer della Cambogia, ed abitano da secoli la regione del delta del Mekong, la cosiddetta Kampuchea-Krom (la parte più a sud-est di quello che in passato era l'Impero Khmer), dove arrivarono prima dei vietnamiti. L'annessione del territorio al Vietnam iniziò alla fine del XVII secolo e fu completata nella seconda metà del XVIII, comportando l'isolamento dei khmer krom dal resto dell'etnia cambogiana e la creazione di una minoranza khmer in Vietnam nonché la rivendicazione, da parte della popolazione khmer krom, della propria identità e della riunificazione nazionale nell'ambito di un unico Stato cambogiano. Secondo il censimento vietnamita del 1999, questo gruppo conta 1.055.174 individui, numero ritenuto sottostimato da parte delle organizzazioni di khmer krom.
Sulla difficile situazione dei khmer krom vi sono state lunghe ed accese polemiche fra i governi del Vietnam e della Cambogia. Dopo la conquista nel 1859, i colonialisti francesi hanno rafforzato la separazione della zona del delta del Mekong e della sottostante penisola di Ca-mau (Nam-bo) dal resto della Cambogia, amministrandola come una colonia separata detta Cocincina, nonostante il fatto che i khmer krom fossero ancora la stragrande maggioranza della popolazione nella zona. Quando nel 1954 è stata concessa l'indipendenza ai Paesi che formavano l'Indocina Francese, la c.d. "Cochinchina" coloniale, con le pianure del delta del Mekong e della penisola di Ca Mau, fu inclusa nel Vietnam del Sud, malgrado le proteste dalla Cambogia e delle popolazioni indigene. Negli anni della guerra di espansione comunista nell'Indocina (1960-1975) le popolazioni divise al loro interno dai confini coloniali e dalla volontà delle diverse Potenze svolsero un ruolo importante sia sotto il profilo politico sia sotto il profilo militare: ciò valse tanto per i montanari hmong, altrimenti chiamati "meo", delle zone montuose spartite fra Laos e Annam (che costituirono il nerbo delle agguerritissime truppe laotiane del gen. Vang Pao) sia per le altrettanto agguerrite truppe khmer krom trasferite nel teatro di guerra cambogiano dai Comandi sud-vietnamiti; di etnia khmer krom era anche Son Ngoc Thanh, in gioventù storico attivista ed esponente del movimento Khmer Kampuchea Krom che rivendicava la riunificazione del Nam-bo allo Stato nazionale khmer, e più tardi fondatore e leader del movimento nazionalista e filo-occidentale Khmer Serei, le cui formazioni armate furono l'unico ostacolo, nel decennio 1960', al dilagare in Cambogia dell'invasione nord-vietnamita e della guerriglia maoista dei khmer rossi; di origine khmer krom era anche Son Sann, che diresse le forze Khmer Serei nel periodo del regime genocida dei khmer rossi e poi dell'invasione nord-vietnamita della Cambogia e della faida tra i due regimi comunisti (1977-1981). Negli anni settanta, la Repubblica della "Kampuchea Democratica", ovvero il regime dei khmer rossi di Pol Pot, attaccò il Vietnam nel tentativo di riconquistare quelle zone, ma l'azione militare si rivelò un disastro e diede il via all'invasione vietnamita della Cambogia e alla rovina dei khmer rossi.

## Situazione attuale
Molte organizzazioni non governative segnalano che il governo vietnamita viola in continuazione i diritti umani dei khmer krom,  costringendoli a "vietnamizzarsi" e ad adottare nomi di famiglia vietnamiti e la lingua vietnamita. I khmer krom affrontano molte difficoltà nella vita di tutti i giorni, dall'accesso difficile ai servizi medico-sanitari vietnamiti (le epidemie recenti di cecità che interessano i bambini sono state segnalate principalmente nelle zone dei khmer krom del delta del Mekong), alla difficoltà nel praticare la loro religione (sono buddhisti Theravada, come i cambogiani e i thai, a differenza dei vietnamiti che sono buddhisti Mahayana o cattolici), dalla difficoltà nella ricerca di un lavoro che non sia quello nei campi, fino ad un vero e proprio razzismo sociale.
Il khmer krom è il più povero segmento della popolazione nel Vietnam del sud. Diversamente da altre minoranze del Vietnam, quella khmer krom è in gran parte sconosciuta nel mondo occidentale, malgrado gli sforzi delle associazioni di esiliati come la "Federazione Khmers Kampuchea Krom", che cercano di rendere pubblica la situazione e le vessazioni da parte dei vietnamiti. L'etnia è stata inserita nella UNPO, l'organizzazione delle nazioni e dei popoli non rappresentati. Nessun governo occidentale finora ha sollevato la materia dei diritti umani dei khmer krom contro il governo di Hanoi.